# Kwilu (flod)
Kwilu er en flod der løber i Congo-bækkenet i Den Demokratiske Republik Congo og Angola.

## Flodens løb
Kwilu løber ud i Kwango lidt syd for byen Bandundu, som igen løber ud i Kasai et par kilometer nord for byen. Den kommer fra den angolanske provins Uige, løber gennem provinsen Bandundu fra syd til nord. Den passerer byerne Gungu, Kikwit, Bulungu og Bagata.

## Definition
Om Kwango løber ud i Kwilu eller omvendt er angivet forskelligt i forskellige kilder, men i de fleste betragtes Kwango som hovedfloden.

## Historie
Kwilut-dalen var hjemsted for kong Lukeni lua Nimi (også Ntinu Nimi a Lukeni; ca. 1380-1420), den første konge af Kongo-riget. I 1963 ledede Pierre Mulele Mai-Mai-oprøret her.